# Cocu (gmina)
Cocu – gmina w Rumunii, w okręgu Ardżesz. Obejmuje miejscowości Bărbătești, Cocu, Crucișoara, Făcălețești, Greabănu, Popești, Răchițele de Jos i Răchițele de Sus. W 2011 roku liczyła 2420 mieszkańców.